# Geschiedenis van Wit-Rusland
Dit artikel geeft een beknopt overzicht van de geschiedenis van Wit-Rusland (Belarus).

## Vroege geschiedenis
De geschiedenis van de huidige Wit-Russische gebieden is te volgen vanaf de negende eeuw. De streek werd in die tijd bewoond door stammen als de Krivitsjen, de Dregovitsjen en de Radimitsjen. 
Vanaf het einde van de tiende eeuw begon vanuit het Kievse Rijk de kerstening van de huidige Wit-Russische gebieden. De heidense god Perunu liet zich evenwel niet zo eenvoudig verslaan en delen van Wit-Rusland bleven tot in de veertiende eeuw buiten de christelijke invloedssfeer. 

## Onder Litouwen
Na de Mongoolse invasie van de Roes en het uiteenvallen van het Kievse Rijk kwam het gebied van het huidige Wit-Rusland onder het grootvorstendom Litouwen. 
In de veertiende tot achttiende eeuw vonden in het gebied de politieke en sociaal-economische processen plaats die resulteerden in de vorming van de drie Oost-Slavische volken zoals we die tot de dag van vandaag kennen: de Russen, de Wit-Russen en de Oekraïners. Het verschijnen van Francysk Skaryna's Wit-Russische Bijbelvertaling in 1517 wordt gezien als eerste uiting van een specifiek Wit-Russische cultuur.
Het grootvorstendom Litouwen ontstond als een verbond tussen Slavische en Baltische volken die zich gezamenlijk wilden verdedigen tegen de aanvallen van de Mongolen uit het oosten en de Duitse kruisridders uit het westen. Het strekte zich op zijn hoogtepunt uit van de Oostzee in het noorden tot bijna aan de Zwarte zee in het zuiden. In het oosten reikte het tot Smolensk en in het westen tot de stad Brest.

## Deel van Polen-Litouwen

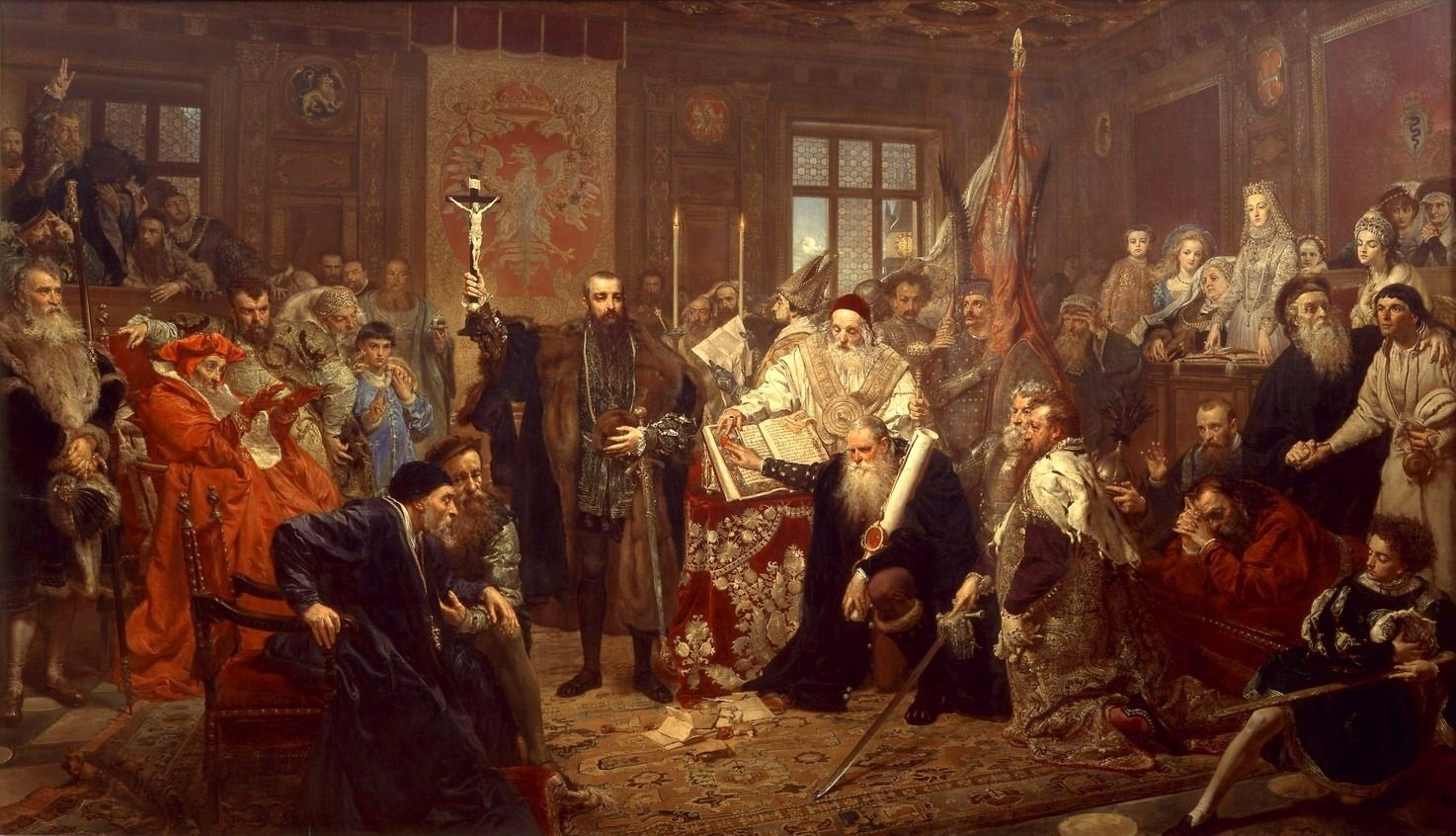
De Unie van Lublin door Jan Matejko

In 1385 tekenden het grootvorstendom en Polen de Unie van Kreva. Door dit Pools-Litouwse verbond verkreeg de Litouwse grootvorst Jagailo (Władysław II Jagiello) de Poolse kroon. De Litouwse grootvorst hoopte op deze manier zijn machtspositie binnen het grootvorstendom te versterken. Polen zocht een bondgenoot in de strijd tegen de Duitse Orde. De unie werd bezegeld door het huwelijk tussen de 11-jarige Poolse koningin Hedwig (Jadwiga) met de Litouwse grootvorst. Jagailo moest zich van zijn kant samen met het heidense deel van zijn volk tot het katholicisme bekeren.
Het grootvorstendom zag zich midden zestiende eeuw door de voortdurende oorlogen met het Grootvorstendom Moskou gedwongen steun te zoeken bij de Poolse buren. Dit resulteerde in 1569 tot de ondertekening van de Unie van Lublin. Het Poolse koninkrijk en het Litouwse grootvorstendom verenigden zich in de Rzeczpospolita (Polen-Litouwen). Aan het hoofd van de Rzeczpospolita kwam een monarch die tegelijkertijd koning van Polen en grootvorst van Litouwen werd.
De Rzeczpospolita bleef bestaan tot de Poolse delingen van 1772, 1793 en 1795. Het gebied werd verdeeld door Oostenrijk, Pruisen en Rusland. De Wit-Russische gebieden kwamen in handen van het Rusland van Catharina II. Hier kwam pas weer verandering in met het uitbreken van de Eerste Wereldoorlog.

## Eerste Wereldoorlog

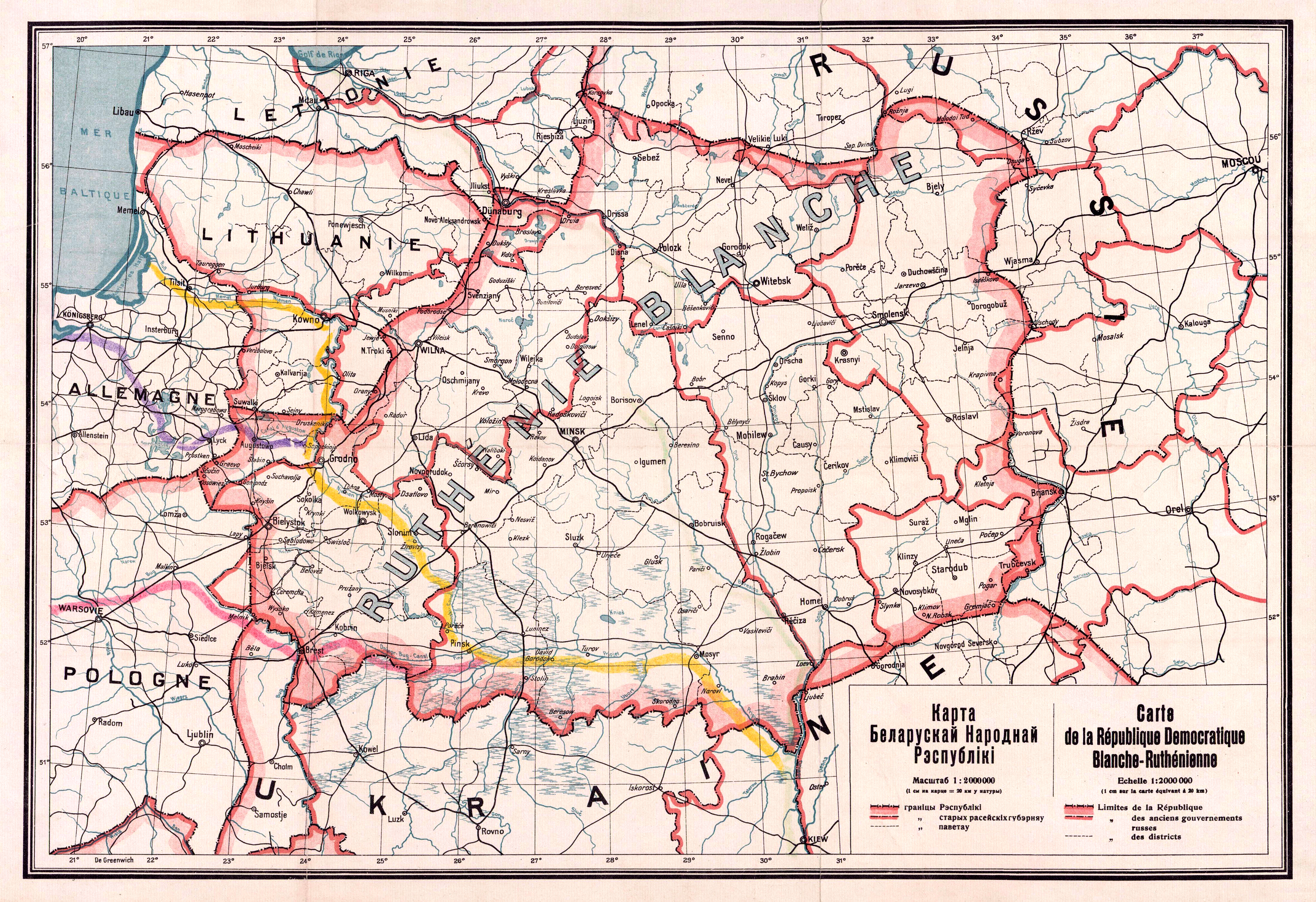
Door de Wit-Russische Volksrepubliek geclaimd territorium

Van oktober 1915 tot februari 1918 werd Wit-Rusland verdeeld door het Duits-Russische front. In 1917 kwam met de Februarirevolutie ook voor Wit-Rusland een einde aan 150 jaar tsarentijd. De bolsjewieken met Vladimir Lenin aan het hoofd sloten op 3 maart 1918 vrede met Duitsland. In het Verdrag van Brest-Litovsk stonden de bolsjewieken het westen van Wit-Rusland af aan het door de Duitsers bezette Polen. De politieke leiders in Minsk negeerden dit verdrag en riepen op 25 maart 1918 de Wit-Russische volksrepubliek (BNR) uit. Deze onder Duitse bezetting uitgeroepen onafhankelijke staat was evenwel geen lang leven beschoren. Noch de Duitsers, noch de bolsjewieken in Moskou ondersteunden de onafhankelijkheid van de BNR. Ook Lenin negeerde de onafhankelijkheidsverklaring van Wit-Rusland.

## 1919 – 1991: Sovjet-Unie

### Pools-Russische oorlog
Op 1 januari 1919 werd na de geallieerde overwinning op Duitsland de Wit-Russische Sovjetrepubliek (BSSR) uitgeroepen. Ook deze republiek werd niet lang rust gegund: ditmaal werd het bedreigd door het oprukkende Poolse leger.
Onder leiding van maarschalk Józef Piłsudski marcheerden in 1919 tijdens de Pools-Russische oorlog Poolse soldaten Wit-Rusland binnen. Uit angst voor de toenemende druk vanuit het oosten besloot de bolsjewistische regering in Moskou om de nieuw gevormde BSSR samen te voegen met de Litouwse socialistische sovjetrepubliek. Ook deze Litouws-Witrussische republiek zou niet lang blijven bestaan. Minsk werd van augustus 1919 tot juli 1920 door het Poolse leger bezet. Het rode leger dwong de Polen al snel terug naar het westen. In de heroverde Wit-Russische gebieden werd opnieuw een Wit-Russische socialistische sovjetrepubliek uitgeroepen. Op 18 maart 1921 werd de Pools-Russische vrede vastgelegd in de Vrede van Riga. Het Wit-Russische grondgebied werd in tweeën gedeeld. De westelijke helft ging deel uitmaken van het onafhankelijke Polen, het oostelijke deel vormde de BSSR.

### Tweede Wereldoorlog
Nog geen twintig jaar later was het weer oorlog. In 1939 bezette Bolsjewistisch Rusland na het ondertekenen van het Molotov-Ribbentroppact met nazi-Duitsland de etnisch Wit-Russische gebieden in Polen. Deze bezetting werd gevolgd door grootschalige deportaties van ongewenste elementen naar Siberië en Kazachstan.
In juni 1941 keerden de Duitsers zich tegen de Russen en zetten de aanval op het rode leger in. De Sovjets werden aanvankelijk overrompeld en moesten zich naar het oosten terugtrekken. Rusland ging deel uitmaken van het geallieerde kamp. Door de Duitse troepen werd vreselijk huisgehouden in Wit-Rusland. De joodse inwoners van Wit-Rusland werden bijna allemaal vermoord, maar ook de niet-joodse Wit-Russen hadden zwaar te lijden: meer dan 200 steden en 6000 dorpen werden met de grond gelijk gemaakt. In totaal kostte de Duitse bezetting (die slechts drie jaar duurde) meer dan 2,5 miljoen Wit-Russen het leven. In 1940 telde Wit-Rusland 9 miljoen inwoners, meer dan 25% van de bevolking stierf. Daarmee is Wit-Rusland het zwaarst getroffen land in de wereld tijdens deze oorlog. Het Rode leger slaagde er in juli 1944 in om westelijk Wit-Rusland te heroveren. Na de Tweede Wereldoorlog werden alle Wit-Russische gebieden herenigd in de BSSR.

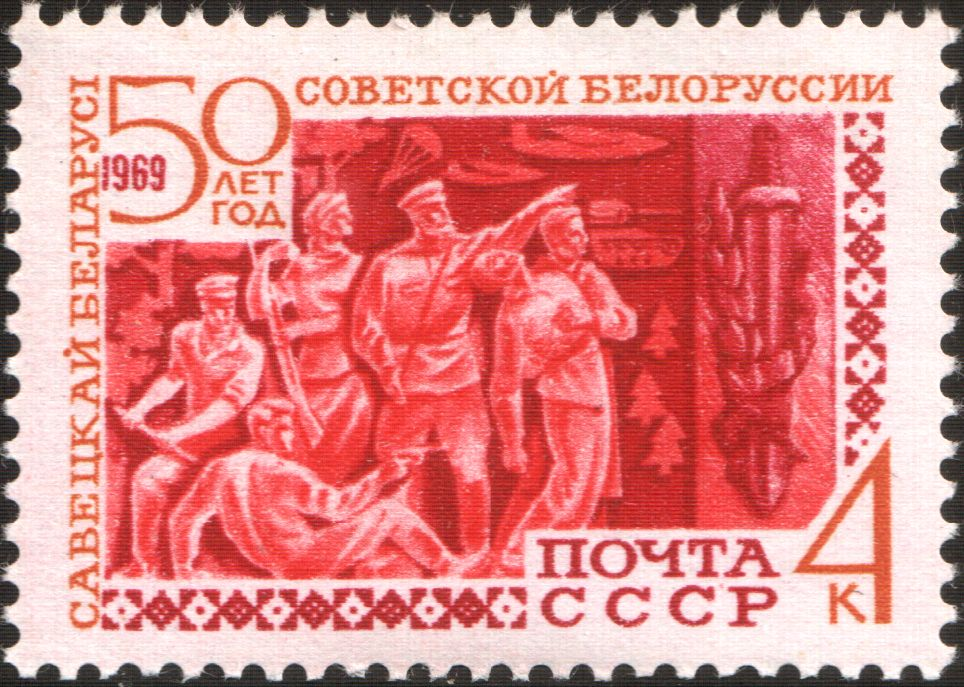
Jubileumpostzegel: 50 jaar Sovjet-Wit-Rusland

## Onafhankelijkheid
Na meer dan zeventig jaar deel uitgemaakt te hebben van de Sovjet-Unie werd Wit-Rusland op 25 augustus 1991 een onafhankelijk land. Deze onafhankelijkheid kwam voor velen als een grote verrassing. Het kon van de kant van de Wit-Russische nomenklatoera op weinig enthousiasme rekenen. Op 8 december van hetzelfde jaar werd in Wit-Rusland door de leiders van Rusland, Oekraïne en Wit-Rusland het akkoord van Bialowieza getekend. Dit akkoord betekende de oprichting van het Gemenebest van Onafhankelijke Staten (GOS) en daarmee ook het definitieve einde van de Sovjet-Unie.
In Wit-Rusland bleef de Opperste Sovjet van Wit-Rusland vooreerst het land besturen. In juni 1994 echter vonden algemene presidentsverkiezingen plaats.

### Presidentschap Loekasjenko
In juli 1994 won Aleksandr Loekasjenko met grote meerderheid van stemmen de tweede ronde van de presidentsverkiezingen. Hij werd de eerste gekozen president van de onafhankelijke Republiek Wit-Rusland. De nieuwe president maakte vrij snel een einde aan de aarzelend ingezette democratiseringsprocessen in zijn land, mede door het referendum van 1995.
In 2001 werd Loekasjenko herkozen, echter in verkiezingen die door Westerse waarnemers als ondemocratisch werden omschreven.
In 2004 maakte een nieuw referendum een derde ambtstermijn voor president Loekasjenko mogelijk.
Internationale waarnemers veroordeelden ook dat referendum als niet vrij en niet eerlijk; een woordvoerder van de Raad van Europa noemde het referendum “illegaal”.
Loekasjenko wordt in het Westen gekenschetst als autoritair en zelfs dictatoriaal, zijn bijnaam luidt: 'de laatste dictator van Europa'.
Op 19 december 2010 liet hij zich voor de vierde keer tot president ‘kiezen’; internationale waarnemers constateerden fraude op grote schaal, de OVSE noemde voorlopig de verkiezingen oneerlijk.
Bij protesten die avond in Minsk werden 700 mensen gearresteerd, presidentskandidaat Nekljajev bewusteloos geslagen en gevangengezet, ook kandidaat Sannikov in elkaar geslagen en gevangengezet.
Eind januari 2011 hebben 200 van de gearresteerden inmiddels een gevangenisstraf van enkele weken achter de rug; 37 andere, onder wie Nekljajev en Sannikov, wachten nog op hun berechting. Zij mogen niet onder vier ogen met een advocaat spreken; familie mag hen geen boeken of kranten bezorgen, en slechts zelden voedsel. Iedere Wit-Rus die op 19 december 2010 zelfs maar mobiel heeft staan bellen op het Onafhankelijkheidsplein in Minsk is inmiddels door de KGB (KDB) voor verhoor opgeroepen; dagelijks vallen politie en KGB binnen bij kantoren van mensenrechtenorganisaties en oppositiepartijen.
Geschiedenis van:
Albanië · Andorra · Azerbeidzjan · België (Vlaanderen, Wallonië) · Bosnië en Herzegovina · Bulgarije · Denemarken · Duitsland · Estland · Faeröer · Finland · Frankrijk (Bretagne, Corsica) · Georgië · Griekenland · Hongarije · Ierland · Italië (Sicilië) · Kosovo · Kroatië · Letland · Liechtenstein · Litouwen · Luxemburg · Malta · Moldavië · Monaco · Montenegro · Nederland · Noord-Macedonië · Noorwegen · Oekraïne · Oostenrijk · Polen · Portugal · Roemenië · Rusland (Tsjetsjenië) · San Marino · Servië · Slovenië · Slowakije · Spanje (Catalonië, Galicië) · Tsjechië · Turkije · Vaticaanstad · Verenigd Koninkrijk (Engeland, Schotland, Wales, Noord-Ierland) · Wit-Rusland · IJsland · Zweden · Zwitserland
Balkan · Britse Eilanden · Kaukasus · Lage Landen · Oost-Europa · Scandinavië